# Planet 9
Planet 9 (рус. «Планета 9») — российское архитектурное бюро, основанное художником Агнией Стерлиговой, ориентированное на создание проектов в области культуры, общественных пространств и сценографии. Главный офис компании находится в Москве, Россия.

## Описание
Бюро основано в сентябре 2015 года российским архитектором и художником Агнией Стерлиговой. Основное направление — создание проектов в области культуры, общественных пространств и сценографии. Философия и концепция проектов — «архитектура впечатлений».

## Проекты
Бюро приняло участие в создании более 130 проектов в России и за рубежом, среди которых:
- 2015: «Музей сельского труда» (фестиваль «Архстояние»)[4]
- 2016: «Roma Aeterna» и «Джорджо де Кирико» (Третьяковская галерея, Москва)[5]
- 2017: «Гений века» («Эрмитаж-Казань», Казань)[6]
- 2018: «Архип Куинджи», ретроспективная выставка работ (Третьяковская галерея, Москва)[7]
- 2018: «Русский Путь. От Дионисия до Малевича» (Музеи Ватикана, Рим)[8]
- 2019: «Эдвард Мунк» (Третьяковская галерея, Москва) — крупнейшая экспозиция художника в России[9]
- 2019: «Кандинский и Россия» (Культурный центр им. короля Фахда, Саудовская Аравия)[10]
- 2020: «Линия Рафаэля. 1520—2020» (Эрмитаж, Санкт-Петербург)[11]
- 2021: «Альбрехт Дюрер. Шедевры гравюры» из собрания Пинакотеки Тозио Мартиненго в Брешии (Государственный исторический музей, Москва)[12]
- 2022: «Цой. Путь героя» (Манеж, Москва)[13]. Выставка представила уникальные коллекции личных вещей Виктора Цоя — документы, черновики, гитары, костюмы, фотографии из семейного архива; экспозиция сопровождалась аудиоэкскурсcией для 300 экспонатов в 11 залах[14]. Работу выставки продлевали дважды из-за высокой популярности; в планах организаторов — привезти её в Санкт-Петербург[15].
- 2022: «Балабанов»[16]
- 2023: «Панк-культура. Король и Шут»[17]
- 2023: «Дом культуры СССР» (Манеж, Москва)[18]
- 2023: «Первая позиция. Русский балет»[19][20]
- 2023: «Смешарики. Искусство быть круглым»[21]

## Отзывы и оценки
Пресса неофициально называет проекты бюро «выставками-блокбастерами». Журнал «Собака.ру» написал, что «междисциплинарные выставки-аттракционы стали всероссийским феноменом». Работа выставки «Цой. Путь героя» продлевали дважды из-за высокой популярности.